# Stillichimiya
stillichimiya（スティルイチミヤ）は、日本のヒップホップ・グループである。田我流、MMM、Mr.麿、Big Ben、Young-Gの5名から成る。2004年に結成された。山梨県一宮町を拠点に活動している。2009年、EP『天照一宮』をリリースした。2014年、アルバム『死んだらどうなる』をリリースした。
代表曲「やべー勢いですげー盛り上がる」はAbema TVのCMなどで使われていた。

## メンバー
- 田我流 - 担当はラップ[2]。本名は田村隆[7]。
- MMM - 担当はラップ[2]。本名は向山正洋[8]。スタジオ石の一員でもある[8]。
- Mr.麿 - 担当はラップ[2]。本名は古屋卓麿[9]。スタジオ石の一員でもある[9]。
- Big Ben - 担当はラップ[2]、トラック・メイキング[10]。本名は辻太平[11]。おみゆきCHANNELの一員でもある[11]。
- Young-G - 担当はラップ[2]、DJ[2]、トラック・メイキング[10]。本名は中村誠治[12]。おみゆきCHANNELの一員でもある[12]。

## ディスコグラフィー

### アルバム
- stillichimiya（2004年）
- One Peach（2006年）
- 死んだらどうなる（2014年）

### ミックステープ
- Place 2 Place（2007年） (mixed by DJ Nas)
- stillichimiyaの流れ（2015年） (mixed by DJ Kensei)

### EP
- 天照一宮（2009年）

### シングル
- バンコクナイツ（2017年）

### DVD
- 生でどう。（2015年）

## 関連文献
- 田中麻里子 (2009年5月1日). “ふるさとへの愛 甲州弁ラップに”. 山梨日日新聞
- 曹美河 (2009年6月2日). “地元愛テーマの曲 世代超え心つかむ”. 毎日新聞 山梨版